# Bitwa pod Nancy
Bitwa pod Nancy – starcie zbrojne, które miało miejsce 5 stycznia 1477 roku. Ostatnia bitwa podczas wojny szwajcarsko-lotaryńsko-burgundzkiej (1474–1477). Wojska burgundzkie zostały w tej bitwie pokonane.
Karol Śmiały (Zuchwały), książę Burgundii, zamierzając utworzyć Wielką Burgundię obejmującą także Szwajcarię i Lotaryngię, rozpoczął działania wojenne, ale pobity przez Szwajcarów w roku 1474 pod Héricourt zwrócił się na północ i w roku 1475 wypędził księcia Lotaryngii René II, a następnie zajął cały kraj.
W kolejnych dwóch wyprawach do Szwajcarii w roku 1476 poniósł klęski pod Grandson (3 marca) i pod Morat (22 czerwca). Wykorzystał to książę René odbijając Lotaryngię i zajmując stołeczne Nancy. Na wieść o tym Karol Śmiały porzucił plany kolejnej wyprawy przeciw Szwajcarii i – z zebraną już 10-tysięczną armią – ruszył w październiku 1476 roku na Nancy. Książę René wezwał na pomoc Szwajcarów, zwerbował najemników – Francuzów i Niemców – i 1 stycznia 1477 r. podążył z 20-tysięczną armią na odsiecz obleganemu Nancy. Karol, nie przerywając oblężenia, zwrócił swe siły przeciwko nadciągającym wojskom – 8 000 piechoty stanęło w centrum, przed nią artyleria, na skrzydłach konnica. Książę René przystąpił do ataku pozorując uderzenie w centrum, a w rzeczywistości przeprowadzając manewr oskrzydlający i uderzając z obu stron na niczego nie spodziewających się Burgundczyków. Po wielogodzinnej bitwie siły burgundzkie zostały pokonane. Karol Śmiały poległ w walce. Jego zwłoki odnaleziono kilka dni później, z twarzą w połowie pożartą przez wilki.
Kilkuletnia wojna została zakończona, jednak nie przyniosła ona spodziewanych korzyści ani Szwajcarom, ani Lotaryńczykom, bowiem król Francji Ludwik XI, inicjator powstania koalicji antyburgundzkiej, wykorzystał śmierć Karola Zuchwałego, który nie pozostawił męskiego potomka, i włączył znaczną część Burgundii do swego królestwa.  
Bitwa pod Nancy stanowi ostateczny kres Burgundii jako samodzielnego państwa, lecz jej mieszkańcy jeszcze przez wieki zachowali poczucie pewnej odrębności w ramach państwa francuskiego.